# Reidar Raaen
Reidar Severin Arne Raaen (15 de abril de 1897— 5 de abril de 1964) foi um ciclista norueguês de ciclismo de estrada.

## Carreira
Em 1924, venceu o Campeonato da Noruega de Ciclismo em Estrada. Nos Jogos Olímpicos de Verão de 1928 em Amsterdã, competiu representando a Noruega na prova de estrada (individual), no entanto, ele não terminou a corrida.